# Jeunes militantes étudiantes au Sénégal
 (août 2025).

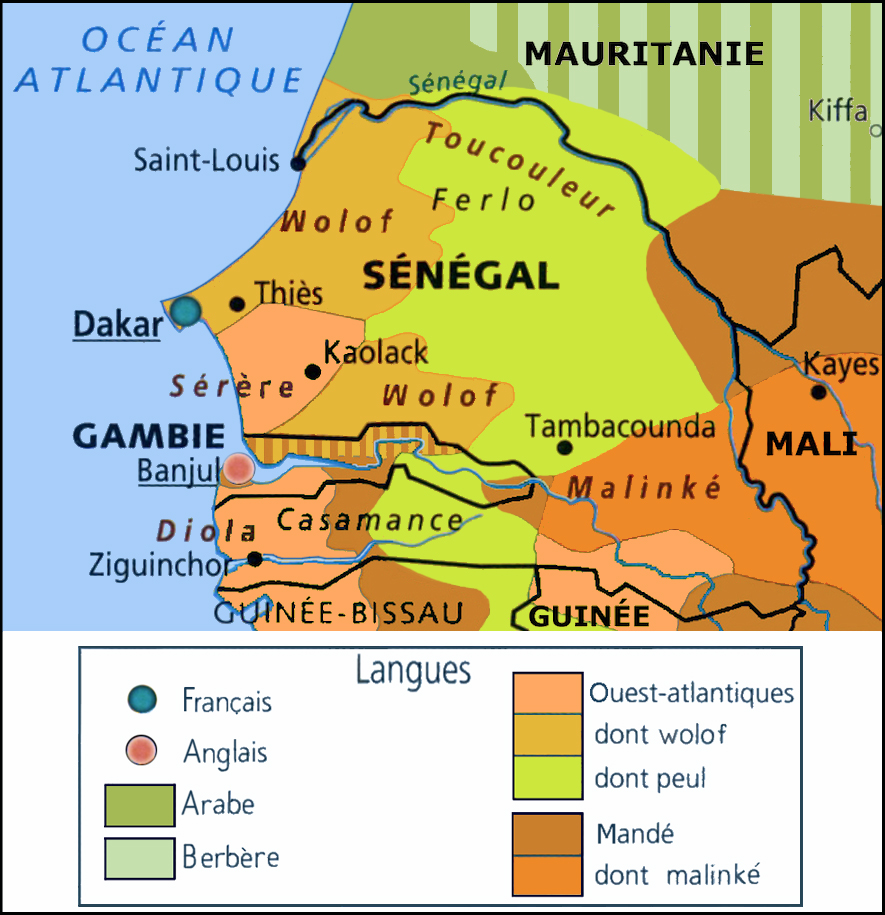
Carte du Sénégal

Les jeunes militantes étudiantes au Sénégal, désignent des étudiantes engagées dans des mobilisations sociales, politiques, féministes au sein des établissements d'enseignement supérieur à Dakar. Leur militantisme vise à améliorer les conditions d'études, promouvoir les égalité des sexes et défendre les droits des femmes.

## Historique et contexte

### Contexte de l'enseignement supérieur au Sénégal
L' accès des femmes aux études supérieures a connu une progression lente depuis des années 1960. Cependant les violences sexistes et sexuelles non dénoncées, la précarité du logement étudiant et la discrimination dans les filières scientifiques sont souvent rapportées.

### Naissance de l'engagement étudiant féminin
Le mouvement étudiant sénégalais est marqué dès mai-1968 par des mobilisations étudiantes contre la politique scolaire, incluant la réduction des bourses, menées à L'Université cheikh  anta diop (UCAD). Bien que totalement masculine à cette époque, ces mouvements ont ouvert la voie à une participation féminine progressive. La naissance d'organisations féministes comme Yewwu-Yewwi  en 1984 a constitué un cadre mobilisateur pour les étudiantes instruites et engagées.

## Thème de mobilisation

### Droits des femmes et féminisme étudiant
Les étudiantes militent pour l'égalité des sexes, la lutte contre les violences basés sur le genre, l' accès équitable aux filières et la suppression des pratiques traditionnelles conformément aux programmes féministes de Yewwu-Yewwi.

### Réformes universitaires et conditions d'études
Les étudiantes portent leur revendication sur l'amélioration des bourses étudiantes,  des logements et les conditions pédagogiques. D'autres militantes dénoncent le harcèlement sexuel.

### Engagement politique
Les étudiantes s'engagent dans les ailes féminines des partis politiques comme UJTL, PDS au sein d'associations étudiantes.

## Actrices et figures notables.
- Yewwu-Yewwi (créé en 1984): première organisation féministe Sénégalaise active dans les Universités, porté par les femmes instruites dans la pensée féministe et politique.

- Collectif des féministes du Sénégal (CFS): porté par les jeunes femmes (25-40 ans), ce mouvement s'est fait connaître à travers des campagnes.

## Enjeux et défis actuels
Les militantes étudiantes sont confrontés à des obstacles. Le fossé générationnel dans les organisations féministes et l'essoufflement de certains mouvements masculins contrastent avec une exclusion  des jeunes dans les instances de pouvoir. 

## Impact et influence
Les mobilisations étudiantes et féministes ont influencé l'agenda politique autour de la loi sur la parité votée en 2010, soutenue par un "Causus des femmes leaders" formé d'universitaires à Dakar. Les initiatives féministes académiques, témoignent d'une réflexion mêlant militantisme et recherche universitaire. Le militantisme étudiant féminin renouvelle la visibilité du leadership féminin au sein de la société Sénégalaise.